# Marta Dacosta

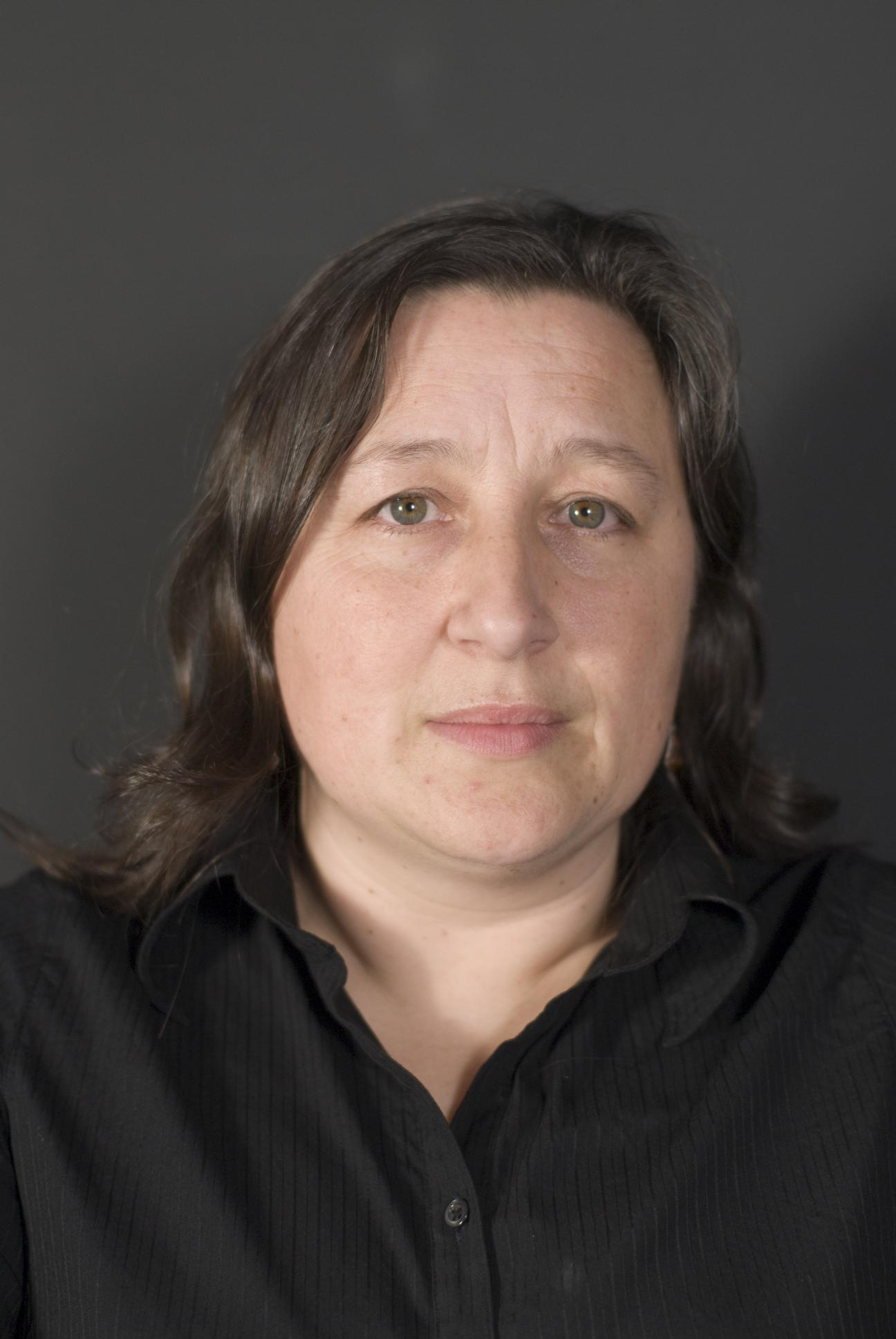
Marta Dacosta.

Marta Dacosta Alonso (Vigo, 1966) es una poeta, profesora y sindicalista gallega. Licenciada en Filología gallego-portuguesa, muchos de sus poemas han sido publicados en revistas como Olisbos, Dorna, Festa da palabra silenciada o en las publicaciones colectivas: Intifada, oferenda dos poetas galegos a Palestina, 8 e méio de Edicións do Dragón, O entrelazado das palabras; Negra Sombra, intervención poética contra a marea negra; Alma de beiramar; Sempre Mar y en la exposición Botella ao mar. 
Su obra está presente en las antologías Para saír do século, nova proposta poética, de Ed. Xerais, dEfecto 2000, de Letras de Cal, Novas Voces da Poesía Galega, del Consello da Cultura Galega, A poesía contemporánea a partir de 1975, antología, de la colección A Nosa Literatura, Ed. A Nosa Terra, 25 anos de poesía galega 1975-2000, de la Biblioteca 120, La Voz de Galicia, Antología de Joven Poesía Gallega del portal de arte y cultura www.enfocarte.com o Poetes gallecs d'avuí. 
Recibió, entre outros, los premios: Asociación Cultural O Grelo 1993, González Garcés 1995, Martín Códax 1998 y los accésit del Fermín Bouza Brey 1993 y del Esquío 1999. 
En la actualidad colabora con el diario Sermos Galiza. Y trabaja como profesora de Gallego en el IES Terra de Turonio de Gondomar

## Obra
- Crear o mar en Compostela (1993, Deputación Provincial de Lugo). Premio de poesía O Grelo en 1993.
- Pel de ameixa, (1996 Deputación Provincial da Coruña). Premio Miguel González Garcés.
- Setembro (1998 Editorial Galaxia). Premio de Poesía Martín Codax 1997.
- En atalaia alerta (2000, Sociedade de Cultura Valle-Inclán). Accésit Premio Esquío de poesía 1999.
- As amantes de Hamlet (2003, Espiral Maior).
- Cinza (2009, reeditado en versión dixital en 2015, polo Instituto de Estudos Miñoranos).
- Acuática alma (2011, Espiral Maior).
- Argola (2013, O Figurante).
- dun lago escuro (2014, Xerais).
- Na casa da avoa (2017, Galaxia).

## Ensayo
- Análise práctica de Con pólvora e magnolias, de X. L. Méndez Ferrín (1994, Sotelo Blanco).
- Baixo Miño (2009, Junta de Galicia).
- Un mar de mulleres (2011).

## Premios
- Premio de poesía O Grelo en 1993, por Crear o mar en Compostela.
- Premio Miguel González Garcés no 1995, por Pel de ameixa.
- Premio de poesía Martín Codax no 1997, por Setembro.
- Accésit Premio Esquío de poesía no 1999, por En atalaia alerta.
- Premio Johán Carballeira de poesía no 2013, por Dun lago escuro.
- I Premio de Poesía Figurante no 2013, por Argola.